# Amphiroa setacea
Amphiroa setacea Kützing, 1849  é o nome botânico  de uma espécie de algas vermelhas pluricelulares do gênero Amphiroa.
- São algas marinhas encontradas no Peru.

## Sinonímia
Não apresenta sinônimos.